# Spio parva
Spio parva är en ringmaskart som först beskrevs av Dalyell 1853.  Spio parva ingår i släktet Spio och familjen Spionidae. Inga underarter finns listade i Catalogue of Life.